# Matija Vidic
Matija Vidic, slovenski smučarski skakalec, * 30. avgust 2000.
Vidic je član kluba SSK Costella Ilirija. V kontinentalnem pokalu je prvič nastopil 23. marca 2019 na tekmi v Čajkovskem in zasedel 40. mesto. Prvič se je uvrstil na stopničke 14. januarja 2023 s tretjim mestom na tekmi v Saporu, teden za tem pa je bil drugi v Eisenerzu. 11. februarja 2023 je debitiral v svetovnem pokalu na tekmi v Lake Placidu z 48. mestom, dan za tem se je na istem prizorišču prvič uvrstil med dobitnike točk s 26. mestom.